# Coupe d'Italie de cyclisme sur route 2018
Navigation
Coupe d'Italie 2017 Coupe d'Italie 2019
La Coupe d'Italie de cyclisme sur route 2018 est la 12e édition de la Coupe d'Italie de cyclisme sur route et la deuxième sous le nom de Ciclismo Cup. Elle débute le 11 février et se termine le 11 octobre. Pour cette édition, 19 épreuves sont retenues.
L'équipe vainqueur du classement par équipes gagne le droit de participer au Tour d'Italie 2019.

## Équipe
Les équipes qui participent sont au nombre de six :
- Androni Giocattoli-Sidermec
- Bahrain-Merida
- Bardiani CSF
- Nippo-Vini Fantini
- UAE Emirates
- Wilier Triestina-Selle Italia

## Résultats
| #  | Date         | Course                                                 | Cat. | Vainqueur            | Équipe                          | Leader du classement individuel | Leader du classement par équipes |
| -- | ------------ | ------------------------------------------------------ | ---- | -------------------- | ------------------------------- | ------------------------------- | -------------------------------- |
| 1  | 11 février   | Trofeo Laigueglia (2018)                               | 1.HC | Moreno Moser         | Italie                          | Moreno Moser                    | Wilier Triestina-Selle Italia    |
| 2  | 4 mars       | GP de l'industrie et de l'artisanat de Larciano (2018) | 1.HC | Matej Mohorič        | Bahrain-Merida                  | Moreno Moser                    | Bahrain-Merida                   |
| 3  | 22-25 mars   | Semaine internationale Coppi et Bartali (2018)         | 2.1  | Diego Rosa           | Team Sky                        | Diego Rosa                      | Androni Giocattoli-Sidermec      |
| 4  | 16-20 avril  | Tour des Alpes (2018)                                  | 2.HC | Thibaut Pinot        | Groupama-FDJ                    | Domenico Pozzovivo              | Bahrain-Merida                   |
| 5  | 22 avril     | Tour des Apennins (2018)                               | 1.1  | Giulio Ciccone       | Bardiani CSF                    | Giulio Ciccone                  | Bahrain-Merida                   |
| 6  | 20-24 juin   | Adriatica Ionica Race (2018)                           | 2.1  | Iván Sosa            | Androni Giocattoli-Sidermec     | Domenico Pozzovivo              | Androni Giocattoli-Sidermec      |
| 7  | 30 juin      | Championnat d'Italie sur route                         | CN   | Elia Viviani         | Quick-Step Floors               | Domenico Pozzovivo              | Androni Giocattoli-Sidermec      |
| 8  | 15 septembre | Coppa Agostoni (2018)                                  | 1.1  | Gianni Moscon        | Team Sky                        | Domenico Pozzovivo              | Androni Giocattoli-Sidermec      |
| 9  | 16 septembre | Coppa Bernocchi (2018)                                 | 1.1  | Sonny Colbrelli      | Bahrain-Merida                  | Domenico Pozzovivo              | Androni Giocattoli-Sidermec      |
| 10 | 19 septembre | Tour de Toscane (2018)                                 | 2.1  | Gianni Moscon        | Team Sky                        | Domenico Pozzovivo              | Androni Giocattoli-Sidermec      |
| 11 | 20 septembre | Coppa Sabatini (2018)                                  | 1.1  | Juan José Lobato     | Nippo-Vini Fantini-Europa Ovini | Domenico Pozzovivo              | Androni Giocattoli-Sidermec      |
| 12 | 22 septembre | Mémorial Marco Pantani (2018)                          | 1.1  | Davide Ballerini     | Androni Giocattoli-Sidermec     | Domenico Pozzovivo              | Androni Giocattoli-Sidermec      |
| 13 | 23 septembre | Trophée Matteotti (2018)                               | 1.1  | Davide Ballerini     | Androni Giocattoli-Sidermec     | Domenico Pozzovivo              | Androni Giocattoli-Sidermec      |
| 14 | 4 octobre    | Championnat d'Italie contre-la-montre                  | CN   | Gianni Moscon        | Team Sky                        | Domenico Pozzovivo              | Androni Giocattoli-Sidermec      |
| 15 | 6 octobre    | Tour d'Émilie (2018)                                   | 1.HC | Alessandro De Marchi | BMC Racing                      | Domenico Pozzovivo              | Androni Giocattoli-Sidermec      |
| 16 | 7 octobre    | Grand Prix Bruno Beghelli (2018)                       | 1.HC | Bauke Mollema        | Trek-Segafredo                  | Domenico Pozzovivo              | Androni Giocattoli-Sidermec      |
| 17 | 9 octobre    | Trois vallées varésines (2018)                         | 1.HC | Toms Skujiņš         | Trek-Segafredo                  | Domenico Pozzovivo              | Androni Giocattoli-Sidermec      |
| 18 | 10 octobre   | Milan-Turin (2018)                                     | 1.HC | Thibaut Pinot        | Groupama-FDJ                    | Domenico Pozzovivo              | Androni Giocattoli-Sidermec      |
| 19 | 11 octobre   | Tour du Piémont (2018)                                 | 1.HC | Sonny Colbrelli      | Bahrain-Merida                  | Domenico Pozzovivo              | Androni Giocattoli-Sidermec      |

## Classements
| Pos. | Coureur            | Équipe                          | Points |
| ---- | ------------------ | ------------------------------- | ------ |
| 1    | Domenico Pozzovivo | Bahrain-Merida                  | 237    |
| 2    | Davide Ballerini   | Androni Giocattoli-Sidermec     | 205    |
| 3    | Giulio Ciccone     | Bardiani CSF                    | 173    |
| 4    | Marco Canola       | Nippo-Vini Fantini-Europa Ovini | 153    |
| 5    | Giovanni Visconti  | Bahrain-Merida                  | 150    |

| Pos. | Coureur          | Équipe                      | Points |
| ---- | ---------------- | --------------------------- | ------ |
| 1    | Davide Ballerini | Androni Giocattoli-Sidermec | 205    |
| 2    | Giulio Ciccone   | Bardiani CSF                | 173    |
| 3    | Gianni Moscon    | Sky                         | 130    |

### Classement par équipes
| Pos. | Équipe                          | Points |
| ---- | ------------------------------- | ------ |
| 1    | Androni Giocattoli-Sidermec     | 854    |
| 2    | Bahrain-Merida                  | 733    |
| 3    | Bardiani CSF                    | 576    |
| 4    | Nippo-Vini Fantini-Europa Ovini | 521    |
| 5    | Wilier Triestina-Selle Italia   | 352    |
| 6    | UAE Emirates                    | 326    |